# Gianni De Biasi
Giovanni De Biasi, més conegut com a Gianni De Biasi, (Sarmede, 16 de juny de 1956) és un exfutbolista i entrenador de futbol italià.
Va deixar el Llevant UE abans d'acabar la temporada 2007/08.
El 22 de setembre de 2017, De Biasi fou nomenat entrenador del Deportivo Alavés, però va durar en el càrrec només fins a la fi de novembre, quan amb l'equip cuer de primera divisió, va ser destituït, i pocs dies després substituït per Abelardo Fernández.